# She Came In Through the Bathroom Window
She Came In Through the Bathroom Window (englisch für „Sie kam durch das Badezimmerfenster herein“) ist ein Lied der britischen Band The Beatles aus dem Jahr 1969. Komponiert wurde es von Paul McCartney, der es auch sang. Das Lied ist Bestandteil eines Medleys, das auf dem Album Abbey Road erschien. Als Copyright ist Lennon/McCartney angegeben.

## Hintergrund
Die Entstehung des Liedes ist unklar, mehrere sich widersprechende Geschichten, die Paul McCartney zu She Came In Through the Bathroom Window inspiriert haben sollen, sind im Umlauf.
Am bekanntesten ist eine Geschichte, wonach die sogenannten „Apple scruffs“ (Groupies der Beatles) Inspirationsquelle gewesen seien. Ein Groupie namens Jessica Samuels behauptete, dass sie und andere Fans sich vor dem Privatwohnsitz von Paul McCartney langweilten, da jener nicht daheim war. Sie soll sich eine Leiter genommen haben, mit der sie durch ein leicht offen stehendes Badezimmerfenster ins Haus gelangte. Im Anschluss soll sie weitere Fans durch die Wohnungstür eingelassen haben. Die Fans stahlen im Haus mehrere Fotos, darunter eines von Paul McCartneys Baumwolle verkaufenden Vater. Ein weiteres Groupie namens Margo Bird, die angeblich mit McCartney befreundet war, soll ihm eines dieser Fotos auf seine Bitte zurückgegeben haben.
Auch Mike Pinder, Keyboarder der Band Moody Blues, beanspruchte in einem 2006 veröffentlichten Interview für sich, McCartney zu dem Lied inspiriert zu haben. Demnach sei ein Groupie von The Moody Blues durch ein Badezimmerfenster in die Wohnung des Sängers der Band, Ray Thomas, gelangt und habe mit ihm dann die Nacht verbracht. Pinder und Thomas erzählten die Geschichte Paul McCartney, der gerade eine Gitarre bei sich hatte und spontan die Titelzeile von She Came In Through the Bathroom Window sang.

## Aufnahme
Das Lied wurde bereits Ende Januar 1969 während der Aufnahmesessions für das Album Let It Be aufgenommen, diese Versionen blieben jedoch unveröffentlicht.
Die Arbeit an der endgültigen Fassung von She Came In Through the Bathroom Window begann am 25. Juli 1969 in den Londoner Abbey Road Studios. Produzent war George Martin, dem Geoff Emerick und Phil McDonald assistierten. Da das Lied Teil eines Medleys ist, wurde es zusammen mit der Lennon-Komposition Polythene Pam in 39 Takes in der üblichen Besetzung der Beatles aufgenommen. Im Anschluss wurden diverse Overdubs aufgenommen. Weitere Overdubs folgten am 28. und 30. Juli 1969.

## Veröffentlichungen
- She Came In Through the Bathroom Window erschien am 26. September 1969 auf dem Album Abbey Road. Eine Single wurde nicht veröffentlicht.
- Eine frühe Version des Liedes vom 22. Januar 1969 erschien erst im Oktober 1996 auf dem Album Anthology 3.
- Am 27. September 2019 erschien die neuabgemischte 50-jährige Jubiläumsausgabe des Albums Abbey Road (Super Deluxe Box); auf dieser befindet sich eine bisher unveröffentlichte Version (Take 27) von She Came In Through the Bathroom Window.

## Coverversionen
Eine Coverversion von Joe Cocker, die Ende 1969 als Single erschien, erreichte Platz 30 der US-Billboard-Charts. Weitere Fassungen erschienen von Ike und Tina Turner und von Ray Stevens.